# Hambruna en Kenia Central de 1899

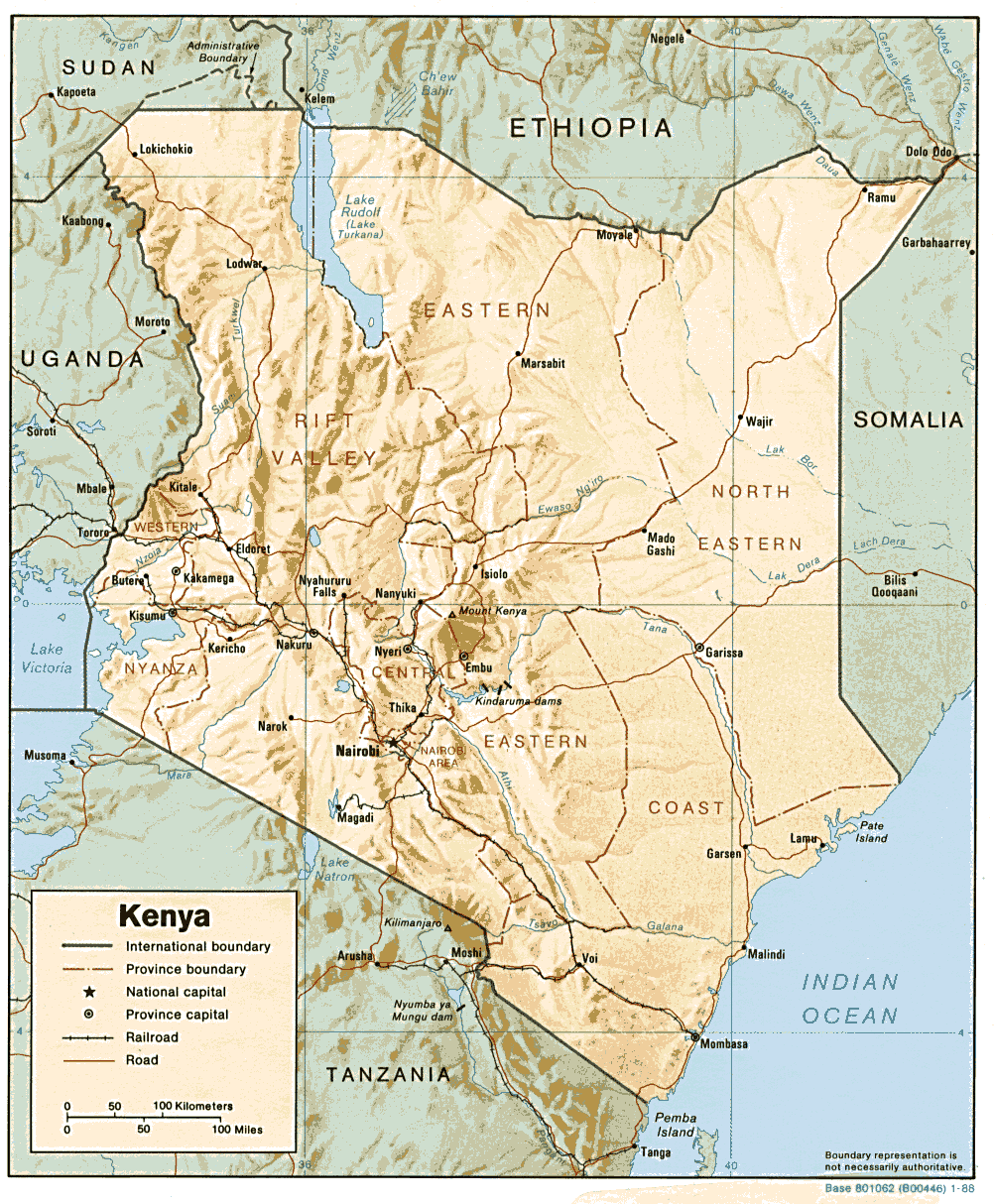
Mapa De Kenia

La Hambruna del 1899 en Kenia Central es uno de los episodios más devastadores de la historia keniata. Se extendió a partir de 1899 a través de la región central del país, alrededor del Monte Kenia, durante el periodo del África Oriental Británica. Después de varios años de escasas lluvias. Una plaga de langostas y la propagación de diversas enfermedades entre el ganado, que acabó con gran parte de la población bovina de la región, así como la demanda alimentaria por parte de los viajeros británicos, suajili y árabes, llevaron a una situación de escasez de alimentos extrema. Con la hambruna se extendió la viruela, que conllevó una despoblación de la región. 
- Datos: Q1637884